# Cupa Campionilor Europeni la hochei pe gheață
Cupa Campionilor Europeni a fost o competiție anuală a cluburilor de hochei pe gheață din Europa care câștigau campionatul național în țările lor respective. A fost organizată de Federația Internațională de Hochei pe Gheață (IIHF). Prima ediție s-a desfășurat în sezonul 1965-1966 și ultima în 1996.

## Istoric
Ideea acestei competiții a venit de la copreședintele de atunci al Federației germane de hochei pe gheață, Günther Sabetzki. După ce acesta a solicitat pentru prima dată introducerea la 29 decembrie 1964, s-a decis organizarea competiției la Congresul IIHF din 1965 de la Tampere (Finlanda).
Competiția a început la 23 octombrie 1965 cu 14 echipe. Echipa cehoslovacă ZKL Brno a câștigat primele trei ediții. Dar în primele trei sezoane nu a participat nicio echipă din Uniunea Sovietică. În următorii 22 de ani, echipele sovietice au câștigat competiția de 21 de ori.
ȚSKA Moscova a câștigat titlul de 20 de ori, de 13 ori la rând între 1977-1978 și 1989-1990. Aleksei Kasatonov, Veaceslav Fetisov și Vladislav Tretiak sunt recordmanii individuali ai Cupei Campionilor, cu câte 13 succese fiecare.
În sezonul 1995-1996, Cupa Campionilor Europeni s-a jucat în paralel de European Hockey League, care în cele din urmă a înlocuit Cupa Campionilor Europeni în 1996-1997. Competițiile ulterioare au fost IIHF European Champions Cup din 2005 până în 2008 și Champions Hockey League în sezonul 2008/09 și începând cu 2014. Cupa continentală IIHF a fost introdusă în 1996 pentru echipe mai slabe.

## Câștigătoare
- 1965–1966  ZKL Brno
- 1966–1967  ZKL Brno
- 1967–1968  ZKL Brno
- 1968–1969  ȚSKA Moscova
- 1969–1970  ȚSKA Moscova
- 1970–1971  ȚSKA Moscova
- 1971–1972  ȚSKA Moscova
- 1972–1973  ȚSKA Moscova
- 1973–1974  ȚSKA Moscova
- 1974–1975  Krîlia Sovetov Moscova
- 1975–1976  ȚSKA Moscova
- 1976–1977  Poldi Kladno
- 1977–1978  ȚSKA Moscova
- 1978–1979  ȚSKA Moscova
- 1979–1980  ȚSKA Moscova
- 1980–1981  ȚSKA Moscova
- 1981–1982  ȚSKA Moscova
- 1982–1983  ȚSKA Moscova
- 1983–1984  ȚSKA Moscova
- 1984–1985  ȚSKA Moscova
- 1985–1986  ȚSKA Moscova
- 1986–1987  ȚSKA Moscova
- 1987–1988  ȚSKA Moscova
- 1988–1989  ȚSKA Moscova
- 1989–1990  ȚSKA Moscova
- 1990  Djurgårdens IF
- 1991  Djurgårdens IF
- 1992  Malmö IF
- 1993  TPS
- 1994  Jokerit
- 1995  Jokerit
- 1996  Lada Togliatti

## Legături externe
- Materiale media legate de Cupa Campionilor Europeni la hochei pe gheață la Wikimedia Commons
- en  All medallists